# Associazione Sportiva Roma 1951-1952
Questa voce raccoglie le informazioni riguardanti l'Associazione Sportiva Roma nelle competizioni ufficiali della stagione 1951-1952.

## Stagione
La stagione 1951-1952 segna il punto più basso nella storia della squadra capitolina, che disputa il suo primo e unico campionato di Serie B. Il presidente Restagno allestisce comunque una squadra di primo livello acquistando giocatori già pronti per la futura e auspicabile partecipazione alla massima serie l'anno successivo. Arrivano giocatori del calibro di Bortoletto, Galli e Bettini e vengono respinti i tentativi di acquistare Venturi da parte di Inter, Juventus e Napoli. La squadra è affidata a Viani, l'inventore del Vianema, con ottimi risultati. La squadra conquista la vetta solitaria già all'ottava giornata, per non lasciarla più, nonostante la tenacia di un Brescia che, forte dei risultati negli scontri diretti (la Roma infatti perde a Brescia 1-0 e pareggia in casa 0-0), insidia la Roma fino all'ultima giornata.

## Divise
La divisa primaria è costituita da maglia rossa con colletto a polo giallo, pantaloncini neri, calze nere con banda giallorossa orizzontale; in trasferta viene usata una maglia bianca con banda giallorossa orizzontale, pantaloncini e calzettoni uguali a quelli della home. Vengono usate in alcune occasioni altre due divise nelle trasferte, una costituita da maglia verde con colletto e bordi manica giallorossi, pantaloncini bianchi e calze nere con banda giallorossa orizzontale, l'altra da maglia gialla decorata di rosso, pantaloncini neri e calzettoni neri con banda giallorossa orizzontale. I portieri hanno una divisa costituita da maglia nera con colletto a V giallorosso, pantaloncini neri e calze nere con banda giallorossa orizzontale.
| Casa | Trasferta | Terza divisa | Quarta divisa | Portiere |

## Organigramma societario
Di seguito l'organigramma societario.
Area direttiva
- Presidente: Pier Carlo Restagno

Area tecnica
- Allenatore: Giuseppe Viani

## Rosa
Di seguito la rosa.
| N. |                   | Ruolo | Calciatore                |
| -- | ----------------- | ----- | ------------------------- |
|    | Italia (bandiera) | P     | Luigi Albani              |
|    | Italia (bandiera) | P     | Fosco Risorti             |
|    | Italia (bandiera) | P     | Pietro Benedetti          |
|    | Italia (bandiera) | D     | Amos Cardarelli           |
|    | Italia (bandiera) | D     | Alberto Eliani            |
|    | Italia (bandiera) | D     | Aldo Nardi                |
|    | Svezia (bandiera) | D     | Knut Nordahl              |
|    | Italia (bandiera) | D     | Armando Tre Re (capitano) |
|    | Italia (bandiera) | C     | Italo Acconcia            |
|    | Svezia (bandiera) | C     | Sune Andersson            |
|    | Italia (bandiera) | C     | Raoul Bortoletto          |

| N. |                   | Ruolo | Calciatore            |
| -- | ----------------- | ----- | --------------------- |
|    | Italia (bandiera) | C     | Eolo Capacci          |
|    | Italia (bandiera) | C     | Giovanni Perissinotto |
|    | Italia (bandiera) | C     | Arcadio Venturi       |
|    | Italia (bandiera) | A     | Lorenzo Bettini       |
|    | Italia (bandiera) | A     | Carlo Galli           |
|    | Italia (bandiera) | A     | Renzo Merlin          |
|    | Svezia (bandiera) | A     | Stig Sundqvist        |
|    | Italia (bandiera) | A     | Adriano Zecca         |

## Calciomercato
Di seguito il calciomercato.
| Acquisti | Acquisti              | Acquisti   | Acquisti   |
| R.       | Nome                  | da         | Modalità   |
| -------- | --------------------- | ---------- | ---------- |
| C        | Italo Acconcia        | Fiorentina | definitivo |
| C        | Raoul Bortoletto      | Lucchese   | definitivo |
| C        | Eolo Capacci          | ?          | definitivo |
| C        | Giovanni Perissinotto | Udinese    | definitivo |
| A        | Lorenzo Bettini       | Brescia    | definitivo |
| A        | Carlo Galli           | Palermo    | definitivo |

| Cessioni | Cessioni                  | Cessioni   | Cessioni   |
| R.       | Nome                      | a          | Modalità   |
| -------- | ------------------------- | ---------- | ---------- |
| P        | Luciano Tessari           | Fiorentina | definitivo |
| P        | Pietro Benedetti          | Grosseto   | definitivo |
| D        | Gianfranco Dell'Innocenti | Lucchese   | prestito   |
| C        | Luigi Ganassi             | Siracusa   | definitivo |
| C        | Tommaso Maestrelli        | Lucchese   | definitivo |
| C        | Ione Spartano             | Udinese    | definitivo |
| A        | Giancarlo Bacci           | Udinese    | prestito   |
| A        | Carlo Lucchesi            | Lucchese   | prestito   |
| A        | Mario Tontodonati         | Lucchese   | definitivo |

## Risultati

### Campionato

#### Girone di andata
| Arbitro: | Corallo (Lecce) |

|               |           |              |
| Galli 8’, 16’ | Marcatori | 55’ Busnelli |

| Arbitro: | Marchetti (Milano) |

|            |           |              |
| Lerici 24’ | Marcatori | 5’ Sundqvist |

| Arbitro: | Buratti (Milano) |

|                                   |           |           |
| Bortoletto 21’ Venturi 30’ (rig.) | Marcatori | Lenci 40’ |

| Arbitro: | Occhinegro (Taranto) |

|  |           |                    |
|  | Marcatori | 39’ (rig.) Venturi |

| Arbitro: | Cartei (Firenze) |

|                                |           |                |
| Venturi 21’ (rig.) Galli 90+3’ | Marcatori | 26’ Pantaleoni |

| Arbitro: | Galeati (Bologna) |

|  |           |                       |
|  | Marcatori | 77’, 85’ Perissinotto |

| Arbitro: | Tibaldi (Savona) |

|                             |           |  |
| Sundqvist 55’ Andersson 79’ | Marcatori |  |

| Arbitro: | Valsecchi (Milano) |

|                                   |           |                          |
| Scagliarini 9’ Forlani 57’ (rig.) | Marcatori | 42’, 87’ Zecca 50’ Galli |

| Arbitro: | Agnolin (Bassano del Grappa) |

|           |           |                           |
| Galli 16’ | Marcatori | 36’ Gremese 64’ Pravisano |

| Arbitro: | Bernardi (Savona) |

|                                      |           |                    |
| Montiani 9’ Biagioli 40’, 76’ (rig.) | Marcatori | 84’ (rig.) Venturi |

| Arbitro: | Savio (Torino) |

|                         |           |  |
| Andersson 44’ Galli 79’ | Marcatori |  |

| Arbitro: | Tassini (Verona) |

|  |           |                                 |
|  | Marcatori | 27’ Sundqvist ?’ (rig.) Venturi |

| Arbitro: | Silvano (Torino) |

|                                         |           |  |
| Sforza 23’ (aut.) Galli 41’ Bettini 63’ | Marcatori |  |

| Arbitro: | Rigato (Mestre) |

|                                           |           |  |
| Sundqvist 1’ Zecca 29’, 52’ Andersson 31’ | Marcatori |  |

| Arbitro: | Tassini (Verona) |

|                |           |  |
| Malighetti 44’ | Marcatori |  |

| Arbitro: | Piemonte (Monfalcone) |

|                                 |           |  |
| Perissinotto 13’ Zecca 46’, 84’ | Marcatori |  |

| Arbitro: | Marchetti (Milano) |

|  |           |            |
|  | Marcatori | Tre Re 13’ |

| Siracusa 20 gennaio 1952 18ª giornata | Siracusa          | 0 – 0 referto | Roma | Stadio Vittorio Emanuele III (10.000 circa spett.)\| Arbitro: \| Liverani (Torino) \| |
| Arbitro:                              | Liverani (Torino) |               |      |                                                                                       |

| Arbitro: | Savio (Torino) |

|           |           |  |
| Zecca 15’ | Marcatori |  |

#### Girone di ritorno
| Arbitro: | Pieri (Trieste) |

|              |           |                  |
| Balbiano 30’ | Marcatori | 85’ Perissinotto |

| Arbitro: | Corallo (Lecce) |

|                    |           |  |
| Venturi 49’ (rig.) | Marcatori |  |

| Arbitro: | Valsecchi (Milano) |

|                    |           |  |
| Cavazzuti 58’, 63’ | Marcatori |  |

| Arbitro: | Silvano (Torino) |

|                      |           |  |
| Calzavara 57’ (aut.) | Marcatori |  |

| Arbitro: | Marchetti (Milano) |

|                             |           |  |
| Bonaretti 4’ Vascellari 22’ | Marcatori |  |

| Roma 16 marzo 1952 25ª giornata | Roma             | 0 – 0 referto | Modena | Stadio Nazionale (20.000 circa spett.)\| Arbitro: \| Jonni (Macerata) \| |
| Arbitro:                        | Jonni (Macerata) |               |        |                                                                          |

| Arbitro: | Bernardi (Bologna) |

|                                 |           |                           |
| Lenci 32’ (rig.) Vergazzola 79’ | Marcatori | 3’ Perissinotto 33’ Galli |

| Arbitro: | Longagnani (Modena) |

|                            |           |             |
| Bettini 21’, 76’ Galli 73’ | Marcatori | 90’ Forlani |

| Arbitro: | Liverani (Torino) |

|              |           |  |
| Melandri 46’ | Marcatori |  |

| Arbitro: | De Leo (Mestre) |

|                  |           |  |
| Bettini 60’, 82’ | Marcatori |  |

| Arbitro: | Bernardi (Bologna) |

|                              |           |                          |
| Bertoloni 55’ Fioravanti 83’ | Marcatori | 12’ Merlin 20’ Sundqvist |

| Arbitro: | Cartei (Firenze) |

|           |           |  |
| Galli 19’ | Marcatori |  |

| Castellammare di Stabia 4 maggio 1952 32ª giornata | Stabia          | 0 – 0 referto | Roma | Stadio San Marco (5.000 circa spett.)\| Arbitro: \| De Leo (Mestre) \| |
| Arbitro:                                           | De Leo (Mestre) |               |      |                                                                        |

| Arbitro: | Piemonte (Monfalcone) |

|  |           |                                                  |
|  | Marcatori | 7’, 41’, 47’, 65’ Bettini 9’, 20’, 49’ Sundqvist |

| Roma 25 maggio 1952 34ª giornata | Roma              | 0 – 0 referto | Brescia | Stadio Nazionale (32.000 circa spett.)\| Arbitro: \| Liverani (Torino) \| |
| Arbitro:                         | Liverani (Torino) |               |         |                                                                           |

| Arbitro: | Piemonte (Monfalcone) |

|              |           |  |
| Catalano 88’ | Marcatori |  |

| Arbitro: | Savio (Torino) |

|                                   |           |  |
| Galli 24’ Zecca 34’ Sundqvist 41’ | Marcatori |  |

| Arbitro: | Rigato (Mestre) |

|                                                                 |           |  |
| Andersson 7’, 49’ Cardarelli 61’ Merlin 77’ Galli 88’ Zecca 89’ | Marcatori |  |

| Verona 22 giugno 1952 38ª giornata | Verona              | 0 – 0 referto | Roma | Stadio Marcantonio Bentegodi (10.000 circa spett.)\| Arbitro: \| Longagnani (Modena) \| |
| Arbitro:                           | Longagnani (Modena) |               |      |                                                                                         |

## Statistiche

### Statistiche di squadra
Di seguito le statistiche di squadra.
| Competizione | Punti | In casa | In casa | In casa | In casa | In casa | In casa | In trasferta | In trasferta | In trasferta | In trasferta | In trasferta | In trasferta | Totale | Totale | Totale | Totale | Totale | Totale | DR  |
| Competizione | Punti | G       | V       | N       | P       | Gf      | Gs      | G            | V            | N            | P            | Gf           | Gs           | G      | V      | N      | P      | Gf     | Gs     | DR  |
| ------------ | ----- | ------- | ------- | ------- | ------- | ------- | ------- | ------------ | ------------ | ------------ | ------------ | ------------ | ------------ | ------ | ------ | ------ | ------ | ------ | ------ | --- |
| Serie B      | 53    | 19      | 16      | 2       | 1       | 39      | 6       | 19           | 6            | 7            | 6            | 23           | 18           | 38     | 22     | 9      | 7      | 62     | 24     | +38 |
| Totale       | -     | 19      | 16      | 2       | 1       | 39      | 6       | 19           | 6            | 7            | 6            | 23           | 18           | 38     | 22     | 9      | 7      | 62     | 24     | +38 |

### Statistiche dei giocatori
Desunte dai tabellini del Corriere dello Sport.
| Giocatore       | Serie B  | Serie B |
| Giocatore       | Presenze | Reti    |
| --------------- | -------- | ------- |
| L. Albani       | 28       | -13     |
| F. Risorti      | 10       | -11     |
| A. Cardarelli   | 37       | 1       |
| A. Eliani       | 13       | 0       |
| A. Nardi        | 0        | 0       |
| K. Nordahl      | 23       | 0       |
| A. Tre Re       | 33       | 1       |
| I. Acconcia     | 33       | 0       |
| S. Andersson    | 24       | 5       |
| R. Bortoletto   | 28       | 1       |
| E. Capacci      | 1        | 0       |
| G. Perissinotto | 19       | 5       |
| A. Venturi      | 37       | 6       |
| L. Bettini      | 25       | 9       |
| C. Galli        | 29       | 12      |
| R. Merlin       | 19       | 2       |
| S. Sundqvist    | 32       | 9       |
| A. Zecca        | 27       | 9       |

### Videografia
- Manuela Romano (a cura di), La storia della A.S. Roma (10 DVD-Video), Corriere dello Sport, Rai Trade, 2006.